# Campeonato regional de Sal
El Campeonato regional de fútbol de Sal es una liga de fútbol de la Isla de Sal de Cabo Verde, organizada por la Asociación regional de fútbol de Sal (ARFS). 
Desde la temporada 2014-15, se instaura la segunda división. A fecha actual la primera división está compuesta por ocho equipos en la cual el campeón de la competición tiene derecho a participar en el campeonato caboverdiano de fútbol y el que termina en la última posición desciende a segunda división. La segunda división está compuesta por 4 equipos donde el club que finaliza en primera posición asciende a la mayor categoría de la isla.
El sistema de competición consiste en un sistema de liga en el cual juegan todos contra todos en formato de ida  y vuelta. Todos los partidos se juegan en el estadio Marcelo Leitão de la ciudad de Espargos, al ser el único homologado en toda la isla.
El Académico do Aeroporto es el equipo más laureado al haberlo conseguido en 14 ocasiones, seguido de la Académica do Sal y Sport Clube Santa Maria con 5, y ya con 2 campeonatos están Palmeira, Futebol Clube Juventude y Sport Clube Verdun.

## Palmarés

### Por año[1]
| - 1979-80 : Sport Clube Verdun - 1981-82 : Sport Clube Santa Maria - 1984-85 : Palmeira - 1985-86 : Académico do Aeroporto - 1986-87 : Sport Clube Santa Maria - 1987-88 : Académico do Aeroporto - 1992-93 : Académica do Sal - 1993-94 : Académica do Sal - 1994-95 : Académico do Aeroporto - 1995-96 : Académica do Sal - 1996-97 : Sport Clube Santa Maria | - 1997-98 : Sport Clube Santa Maria - 1998-99 : Futebol Clube Juventude - 1999-00 : Palmeira - 2000-01 : Académica do Sal - 2001-02 : Académico do Aeroporto - 2002-03 : Académico do Aeroporto - 2003-04 : Académico do Aeroporto - 2004-05 : Académica do Sal - 2005-06 : Académico do Aeroporto - 2006-07 : Académico do Aeroporto - 2007-08 : Académico do Aeroporto | - 2008-09 : Sport Clube Santa Maria - 2009-10 : Académico do Aeroporto - 2010-11 : Académico do Aeroporto - 2011-12 : Futebol Clube Juventude - 2012-13 : Académico do Aeroporto - 2013-14 : Sport Clube Verdun - 2014-15 : Académico do Aeroporto - 2015-16 : Académico do Aeroporto - 2016-17 : Académico do Aeroporto - 2017-18 : Palmeira |

### Por club
| Club                    | Títulos | Años de los títulos |
| ----------------------- | ------- | --- |
| Académico do Aeroporto  | 15      | 1985-86, 1987-88, 1994-95, 2001-02, 2002-03, 2003-04, 2005-06, 2006-07, 2007-08, 2009-10, 2010-11, 2012-13, 2014-15, 2015-16 y 2016-17 |
| Académica do Sal        | 5       | 1992-93, 1993-94, 1995-96, 2000-01 y 2004-05                                                                                           |
| Sport Clube Santa Maria | 5       | 1981-82, 1986-87, 1996-97, 1997-98 y 2008-09                                                                                           |
| Palmeira                | 3       | 1984-85, 1999-00 y 2017-18 |
| Futebol Clube Juventude | 2       | 1998-99 y 2011-12 |
| Sport Clube Verdun      | 2       | 1979-80 y 2013-14 |